# 江门农村商业银行
 江门农村商业银行是江门市的一家农村商业银行，2018年9月30日成立，由原江门新会农村商业银行和江门融和农村商业银行新设合并成立，分支行覆盖江海区、蓬江区、新会区所有街道乡镇，以及恩平区部分镇。是广东农信成员。

## 历史

### 农信社时期
江门的农信社始于1952年3月在新会县睦洲设立的第一家信用社，1979年5月，划归农业银行领导。
1979年，江门市郊区的环市、外海、湖连3个人民公社设有镇级农村信用合作社，生产大队均成立农村信用合作分社。
1987年3月7日,江门市城区农村信用合作社开业。
1997年10月，脱离农业银行，改由江门市及各县级市管理。
2005年，划入广东省农村信用社联合社统一管理。
2007年，江门市区农村信用合作联社，新会农村信用合作社联社统一法人机构正式开业。

### 江门新会农村商业银行
2010年12月28日，广东省人民政府批准江门市新会农村信用合作社联合社改制为江门新会农村商业银行。
2011年11月12日，江门新会农村商业银行宣布开业。并推出自有的理财品牌——金葵树理财，此为后来的江门农商行沿用。

### 江门融合农村商业银行
2011年12月5日，由江门市区农村信用合作联社改制而成江门融和农村商业银行正式挂牌开业。当时在江海区，蓬江区有62家支行。
2013年9月2日，正式对外开办外汇等国际业务。
2014年4月28日，发起设立广州黄埔融和村镇银行，4月29日，发起设立东营融和村镇银行，5月30日发起设立龙川融和村镇银行，7月18日，发起设立饶平融和村镇银行，8月26日，发起设立献县融和村镇银行，9月3日发起设立遵化融和村镇银行，
2015年12月18日，发起设立汕头潮阳融和村镇银行.

### 江门农商行
2017年9月22日，根据省委、省政府统一部署，新会农商银行、融和农商银行作为全省城区农商行合并改革试点单位，正式启动合并组建江门农商银行工作。
2017年10月17日，新会农商行，融和农商行两行股东大会通过新设合并方案
2018年7月18日，银保监会批复同意筹建江门农商银行。同年9月14日批复同意江门农商银行开业。
2018年9月30日，江门农商银行举行开业庆典，以原新会农商行总行为总行所在地，注册资本48亿元，当时总资产达到1034亿元，是江门市第一家资产规模超千亿的企业。
2025年7月16日，江门农商行吸收合并龙川融和村镇银行、饶平融和村镇银行改设分支机构已获得批复。
2025年8月08日，江门农商行宣布，其股东大会已通过收购旗下广州黄埔融和村镇银行并改设为广州分行的方案，但仍需相关部门批准。